# Philibert Humbla (jurist)
 For alternative betydninger, se Philibert Humbla. (Se også artikler, som begynder med Philibert Humbla)
Philibert Humbla (født 14. september 1814 i Karlskrona, død 15. januar 1891 i Lund) var en svensk retslærd.
Humbla blev 1843 docent, 1845 adjunkt og 1866 professor, alt indenfor den juridiske fakultet ved universitetet i Lund, hvor Humbla repræsenterte forskellige discipliner, under de sista årtier af sit liv civilret, og forfattede adskillige afhandlinger, deriblandt Om obestämda strafflagar (1850), Inledning till läran om stöld och snatteri (1862) og Om vilkoren för eganderättens öfvergång vid köp af fast gods (1865). Vid jubelfesten 1868 blev Humbla juris æresdoktor.